# 別れて そして
「別れて そして」は渡辺真知子の楽曲で、5枚目のシングル。1979年（昭和54年）5月21日、CBS・ソニー（現・ソニー・ミュージックエンタテインメント）から発売された。規格品番は06SH524。
A・B面曲とも、同年6月21日発売のアルバム『遠く離れて』に収録されている。

## 解説
デビュー曲の『迷い道』から『かもめが翔んだ日』『たとえば…たとえば』と、渡辺のヒットシングルは伊藤アキラが作詞を担当してきたが、本作では3枚目のシングル『ブルー』に続き、渡辺自身が作曲のみならず作詞も手がけている。
オリコンチャート週間順位では33位と、『迷い道』『かもめが翔んだ日』『ブルー』まではトップ10入り、前作の『たとえば…たとえば』も13位だったのに比べ、ヒットチャートの順位は大きくダウンした。次作の『季節の翳りに』は43位と、デビューから立て続けにヒットを飛ばしてきた渡辺は、シングルの売上という点では早くも低迷することになる。
しかし、失恋のあとの女性の切なくもけなげな心情を歌詞に乗せ、アップテンポで軽快に歌い上げた素直な楽曲は、ファンからの評価は高い。プロの作詞家が書いたことで歌謡曲色が濃く出た作品に比べ、1970年代後半から1980年代にかけて流行したシティ・ポップ的な瀟洒なサウンドに仕上がっている。
カップリング曲の「うみなり」は、港町の横須賀に生まれ育ち、海を題材とした楽曲を多数作ってきた渡辺の「海シリーズ」とも言える一曲。渡辺のデビュー以来、編曲を担当してきた船山基紀がこの曲を気に入っており、船山による前奏のギターのアレンジも高評価を得ていた。

## 収録曲
1. 別れて そして
  - 作詞・作曲：渡辺真知子／編曲：船山基紀
2. うみなり
  - 作詞・作曲：渡辺真知子／編曲：船山基紀